# Jyrki Järvilehto
Jyrki Järvilehto (31 de gener del 1966, Espoo, Finlàndia), conegut com a JJ Letho fou un pilot de curses automobilístiques finlandès que va arribar a disputar curses de la Fórmula 1. Fora de la F1 ha disputat i guanyat moltes curses, destacant les edicions de 1995 i 2005 de les 24 hores de Le Mans.

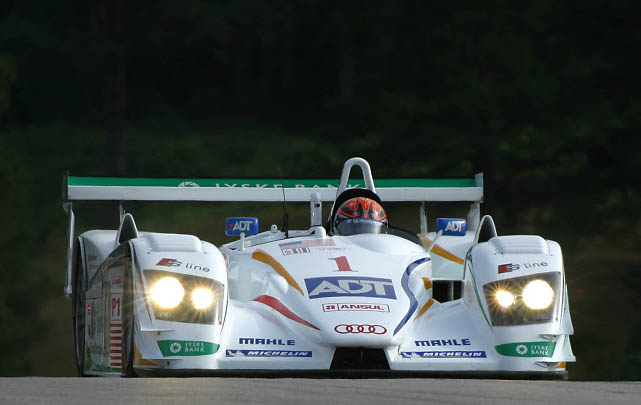
JJ Lehto a una cursa del 2005.

## Carrera automobilística
Jyrki Järvilehto va debutar a la tretzena cursa de la temporada 1989 (la 40a temporada de la història) del campionat del món de la Fórmula 1, disputant el 24 de setembre del 1989 el G.P. de Portugal al circuit d'Estoril.
Va participar en un total de setanta curses puntuables pel campionat de la F1, disputades en sis temporades consecutives (1989 - 1994), aconseguint una tercera posició com millor classificació en una cursa i assolí deu punts pel campionat del món de pilots.

## Resultats a la Fórmula 1
| Any  | Equip                       | Xassís   | Motor    | 1       | 2       | 3       | 4       | 5       | 6       | 7       | 8       | 9       | 10      | 11      | 12      | 13      | 14      | 15      | 16      | Posició | Punts |
| ---- | --------------------------- | -------- | -------- | ------- | ------- | ------- | ------- | ------- | ------- | ------- | ------- | ------- | ------- | ------- | ------- | ------- | ------- | ------- | ------- | ------- | ----- |
| 1989 | Moneytron Onyx              | Onyx     | Ford     | BRA     | SMR     | MON     | MEX     | USA     | CAN     | FRA     | GBR     | ALE     | HUN     | BEL     | ITA     | POR NVQ | ESP Ret | JAP NVQ | AUS Ret | -       | 0     |
| 1990 | Monteverdi Onyx Formula One | Onyx     | Ford     | USA NVQ | BRA NVQ |         |         |         |         |         |         |         |         |         |         |         |         |         |         | -       | 0     |
| 1990 | Monteverdi Onyx Formula One | Onyx     | Ford     |         |         | SMR 12  | MON Ret | CAN Ret | MEX Ret | FRA NVQ | GBR NVQ | ALE NC  | HON NVQ | BEL     | ITA     | POR     | ESP     | JAP     | AUS     | -       | 0     |
| 1991 | Scuderia Italia             | Dallara  | Judd     | USA Ret | BRA Ret | SMR 3   | MON 11  | CAN Ret | MEX Ret | FRA Ret | GBR 13  | ALE Ret | HON Ret | BEL Ret | ITA Ret | POR Ret | ESP 8   | JAP Ret | AUS 12  | 12è     | 4     |
| 1992 | Scuderia Italia             | Dallara  | Ferrari  | SUD Ret | MEX 8   | BRA 8   | ESP Ret | SMR 11  | MON 9   | CAN 9   | FRA 9   | GBR 13  | ALE 10  | HUN DNQ | BEL 7   | ITA 11  | POR Ret | JAP 9   | AUS Ret | -       | 0     |
| 1993 | Sauber AG                   | Sauber   | Sauber   | SUD 5   | BRA Ret | EUR Ret | SMR 4   | ESP Ret | MON Ret | CAN 7   | FRA Ret | GBR 8   | ALE Ret | HUN Ret | BEL 9   | ITA Ret | POR 7   | JAP 8   | AUS Ret | 13è     | 5     |
| 1994 | Mild Seven Benetton Ford    | Benetton | Ford     | BRA     | PAC     | SMR Ret | MON 7   | ESP Ret | CAN 6   | FRA     | GBR     | ALE     | HON     | BEL     | ITA 9   | POR Ret | EUR     |         |         | 24è     | 1     |
| 1994 | PP Sauber AG                | Sauber   | Mercedes |         |         |         |         |         |         |         |         |         |         |         |         |         |         | JAP Ret | AUS 10  | 24è     | 1     |

### Resum
| Curses: | Victòries: | Pòdiums: | Poles: | Voltes ràpides: | Punts: |
| ------- | ---------- | -------- | ------ | --------------- | ------ |
| 70 (62) | 0          | 1        | 0      | 0               | 10     |